# Католицький медіа-центр в Україні
Католицький Медіацентр (КМЦ) — інформаційний офіс Римсько-Католицької Церкви в Україні.

## Завдання
Завдання Медіацентру — представляти Римсько-Католицьку Церкву в церковних та світських ЗМІ, надаючи українському суспільству повну та об'єктивну інформацію про сьогодення Церкви в Україні й світі, та висвітлювати різного роду соціальні проблеми, порушені громадськими, міськими, державними й міжнародними організаціями в Україні.
КМЦ подає для католиків та журналістів інших ЗМІ прес-агентств три види новин:
1. про Святий Престол-Ватикан,
2. про Католицьку Церкву у світі
3. про Католицьку Церкву в Україні.

## Історія
КМЦ заснований з початковою метою інформаційного приготування і супроводження візиту Папи Римського Йоана Павла II в Україну. Центр відкрився у Києві 31 березня 2001. У церемонії його відкриття взяли участь апостольський нунцій в Україні архієпископ Нікола Етерович та єпископ Станіслав Широкорадюк

## Сайт
КМЦ має офіційний сайт, який в середньому щоденно проглядає 20000 відвідувачів[джерело?].
Завдяки сайту в медійний простір поступає правдива і широка інформація про Католицьку Церкву і Її вчення. Інтернет-сторінка КМЦ містить також загальну інформацію про Римо-Католицьку Церкву, зокрема в ній зібрані адреси й розклади Богослужінь католицьких парафій України, чернечі ордени, реколекційні доми, інформація про Церкву, таїнства, катехизм, а також перелік зібраних дієцезіальних і парафіяльних інтернет-сторінок Католицької Церкви в Україні.
На сайті існує також можливість прослуховування радіопрограми «Кредо» і сторінка дитячого журналу «Водограй».

## Персонал
У КМЦ працюють священники зі Згромадження  Місіонерів Облатів Непорочної Марії [Архівовано 26 березня 2022 у Wayback Machine.] та сестри зі Згромадження Малих Сестер Непорочного Серця Марії. Є також багато інших осіб та волонтерів, які їм допомагають.

## Діяльність
КМЦ запрошував в Україну Лауру Молла, доньку Святої Джанни Беретти Молла. Вона презентувала книгу про свою святу маму, яку надрукував Медіацентр. Під час пресконференції в офісі центру Лаура Молла закликала усіх не вбивати життя ненароджених, тоді Україна майже через усі ЗМІ говорила: «Ні абортам».
Центр висвітлював приїзд до Києва Державного секретаря Ватикану Кардинала Тарчизіо Бертоне.
У храмі Св. Олександра центром розпочата акція «Чисті ЗМІ для дітей України». Це був протест проти порнографії й насильницьких сцен в телебаченні та Інтернеті. У співпраці з телеканалами центр здійснює трансляції на кожне Різдво та Пасху богослужінь із Ватикану під проводом Святішого Отця Бенедикта XVI.
Починаючи з грудня 2011 р., за сприяння КМЦ американський католицький телеканал EWTN розпочав в Україні кабельне та інтернет-мовлення українською мовою.